# Ernest Jean Aimé
Pour les articles homonymes, voir Aimé.
Ernest Jean Aimé, né le 12 novembre 1858 à Paris et mort pour la France le 6 septembre 1916 à Fleury-devant-Douaumont, est un officier général français.
C'est l'un des 42 généraux français morts au combat durant la Première Guerre mondiale.

## Biographie
Né dans le 12e arrondissement de Paris dans la Seine, il est le fils de Jean Aimé et de Florine Désirée Flamécourt.
Ernest Jean Aimé est enfant de troupe depuis le 19 janvier 1869 au 8e bataillon de chasseurs à pied.
Il y devient soldat le 12 novembre 1876 à l'âge de 18 ans.
Il fait campagne en Afrique en 1877.
Sergent-major, il se rengage pour cinq ans le 5 février 1881.
Reçu au concours d'entrée, il intègre l'École militaire d'infanterie à Saint-Maixent-l'École en 1883 (promotion du Tonkin).
En 1884, il en sort 107e sur 442 élèves et intègre le 28e bataillon de chasseurs à pied (BCP) en qualité de sous-lieutenant.
Il est promu lieutenant le 25 décembre 1887 au 19e BCP à Troyes.
Dans ce même régiment, il est passe au grade de capitaine le 24 décembre 1894.
En 1904, il est nommé chef de bataillon au 76e régiment d'infanterie, puis au 1er BCP à Troyes.
De 1909 à 1910, il est lieutenant-colonel au 3e régiment de zouaves à Sathonay-Camp.
De janvier 1911 à mai 1913, il commande l'École militaire d'infanterie de Saint-Maixent-l'École.
En 1913, il est promu colonel et prend le commandement du 79e régiment d'infanterie à Nancy.

### Première Guerre mondiale
Le 2 août 1914, le colonel Aimé est mobilisé à la tête de son régiment.
Depuis Nancy, le régiment intègre la 11e division d'infanterie (DI) et est engagé dans la bataille de Morhange et du Grand-Couronné puis, du 25 septembre 1914 au 20 octobre 1914, dans la bataille de Picardie.
Le 18 décembre 1914, Aimé est promu général de brigade, commandant la 21e brigade d'infanterie.
Il prend le commandement de la 67e division d'infanterie, le 14 août 1915.

Officier de la Légion d'honneur en 1915, il est promu commandeur le 5 avril 1916 et cité à l'ordre de l'armée :

« Chef admirable d'une division superbe. A donné à cette division une valeur et une ténacité exceptionnelle. A fait passer dans l'âme de sa troupe toute sa foi dans le succès par la volonté de vaincre. »

Le général Aimé est tué le 6 septembre 1916  en se rendant à la batterie est du fort de Souville à Fleury-devant-Douaumont.

Il est cité, à titre posthume, à l'ordre de l'armée : 

« Officier Général de la plus haute valeur militaire et morale. Tué glorieusement sur le champ de bataille alors qu'il allait sur la ligne de feu reconnaître le terrain de combat et soutenir le moral de ses troupes qui étaient sur le point de donner l'assaut. »

— 7 septembre 1916
Reconnu « mort pour la France », il est inhumé à la nécropole nationale de Dugny-sur-Meuse parmi 1 836 soldats français tués dans les combats de Verdun.

## Décorations
- Commandeur de la Légion d'honneur (décret du 5 avril 1916)
- Croix de guerre 1914–1918, palme de bronze (quatre citations à l'ordre de l'armée)
- Officier d'académie

## Postérité
En 1919, l'Infanteriekaserne  à Haguenau est rebaptisé en l'honneur du général Aimé. Quartier Aimé, puis Caserne Aimé, elle a accueilli le 29e Bataillon de chasseurs à pied de 1922 à 1929, puis le 23e Régiment d'infanterie de 1929 à 1939. Elle a été en grande partie rasée en 1981 pour laisser la place à des immeubles résidentiels et des commerces. Les bâtiments conservés abritent notamment le lycée professionnel André Siegfried. Dans les années 1990-2000, la petite partie conservée au domaine militaire accueillait le Bureau de garnison et des logements pour cadres célibataires des 12e et 32e Régiment d'artillerie ainsi que du 54e Régiment de transmissions.
Son nom est inscrit au monument des Généraux morts au Champ d'Honneur 1914-1918 de l'église Saint-Louis à l'Hôtel des Invalides de Paris.